# The Roku Channel
The Roku Channel — американский OTT потоковый сервис Roku, Inc., запущенный в сентябре 2017 года.

## История
В сентябре 2017 году Roku, Inc. запустил бесплатный стриминговый канал с поддержкой рекламы для цифровых медиа плееров Roku.
Сервис имел лицензионные сделки с киностудиями Sony Pictures, Warner Bros., Metro-Goldwyn-Mayer, Lionsgate и Paramount Pictures, а также получал контент от партнёров в лице American Classics, FilmRise, Vice Media's Nosey, OVGuide, Popcornflix, Vidmark и YuYu.
8 августа 2018 года The Roku Channel стал доступен в интернете как сайт. Изначально был доступен в США, 7 апреля 2020 года вышел в Великобритании с отличным набором телепрограмм и фильмов.
8 января 2021 года было объявлено о покупке библиотеки закрывшегося мобильного видеосервиса Quibi, сумма сделки оценивалась в 100 млн долл. Полученные 75 телешоу и программ были ребрендирован как Roku Originals.
К августу 2022 года сервис имел 63 млн. пользователей.

## Контент
К январю 2021 года у сервиса было 40 тыс. фильмов и телепрограмм.